# Архитектурен ансамбъл „Арнаут махала“
Архитектуният ансамбъл „Арнаут махала“ се намира в град Копривщица, на изток от река Тополница. Разположена е от двете страни на река Петрешка в северния край на града.
Името на махалата се свързва с заселилите се тук български преселници от Македония и Албания, наричани Арнаути, които не са били приети от хората от първото поселище в „Селището“ в най-високата част на Косьово дере – „Могилата“ в Тороман махала.
В посока от юг на север пръв забележителен обект е Къщата на дядо Либен Каравелата, дядо на Любен Каравелов. Следва изворът „Арнаутец“, направен на чешма и цветисто описан в повестта „Българи от старо време“ на копривщенския революционер, публицист и краевед Любен Каравелов.
В подножието на връх Свети Никола, където е погребан единият от пионерите на залесяването в града – Иван Джартазанов, е съградена Хаджи-Иванчовата къща и прилежащата в съседство Енкова фурна. Срещу тази къща, от другата страна на Петрешка река се е намирала къщата на войводата Дончо Ватаха. Наблизо до Арнаутец и родната стряха на войводата по повод на 110 години от неговата смърт е построена чешма в негова чест. Тук реката е пресечена от Хаджи-Нейковия мост, построен като другите образци на мостове в Копривщица с един свод.
На малък площад се намират трите къщи, образуващи комплекса на Къщата музей на Любен и Петко Каравелови, стопанисван от Дирекцията на музеите в града. В съседство на Каравелови се намира домът на бунтовника от 1876 г., революционера Цоко Будин, обесен от турците същата година като комита.
В южна посока махалата завършва с Герджиковата къща, бащина стряха на войводата от Одринския вилает, Михаил Герджиков и стига в крайната си точка – Керековата чешма, най-старата от всички чешми на града.

## Фотографии на Архитектурен ансамбъл „Арнаут махала“
- Чешмата на името на Лука Брайков (Арнаутец)
- Енкова фурна
- Хаджи-Нейков мост
- Хаджи-Иванчова къща
- Арнаут махала с Хаджи-Нейков мост
- Надгробният паметник на Иван Джартазанов
- Къщата на дядо Либен
- Къщата на Никола Герджиков